# Manastar
Manastar (en búlgaro: Манастър, Manastăr) fue un noble búlgaro de origen cumano.

## Historia
Se cree que Manastar habría sido un señor de la guerra cumano, que era cercano al emperador Kaloján de Bulgaria y fue nombrado Gran Voivoda (comandante principal del ejército después del zar) del Imperio búlgaro. No se sabe mucho acerca de él.
La tradición popular lo relaciona con la muerte de Kaloján en 1207 ante los muros de Tesalónica – según una de las fuentes primarias, la noche antes del primer asalto a la ciudad, Kaloján fue herido con una lanza. Antes de morir al día siguiente, el agonizante Kaloján afirmó que Manastar había entrado en su tienda de campaña durante la noche, montado en su caballo blanco, y lo hirió con la lanza. Esto ha llevado a varios historiadores a afirmar que Manastar era parte de una conspiración, liderada por Boril y la esposa cumana de Kaloján, Kumankata, que poco después se casó con Boril – el sucesor del trono. Un análisis más cuidadoso de las fuentes, sin embargo, sugiere que Kaloján habría más bien muerto por causas naturales, como pleuresía, y sus acusaciones contra Manastar habrían sido causadas por un delirio.